# Dial WIKA
Dial WIKA fue un satélite artificial científico construido conjuntamente por la República Federal de Alemania y Francia. Fue lanzado el 10 de marzo de 1970 a bordo de un cohete Diamant B desde el puerto espacial de Kourou, en la Guayana Francesa. Fue lanzado junto con el satélite Dial MIKA.
El nombre proviene de las contracciones de los palabras francesas Diamant (diamante) y Allemande (alemán) y las palabras alemanas Wissenschaft (conocimiento científico) y Kaspel (cápsula).

## Objetivos
El objetivo de Dial WIKA fue estudiar las variaciones espaciotemporales de la densidad local de electrones y la intensidad de la línea Lyman-alfa de la geocorona.

## Características
El satélite tenía forma cilíndrica situado sobre una base con forma de prisma recto octogonal y pesaba unos 63 kg. Como instrumentos llevaba un fotómetro, una sonda de impedancia, un detector de partículas de alta energía y un magnetómetro. La energía era proporcionada por dos paneles solares y baterías. No llevaba grabadora a bordo y la transmisión de la toma de datos se hacía en tiempo real.
El diseño proporcionaba un tiempo de vida al satélite de 26 días, aunque superó su tiempo de vida, dejando de funcionar el 20 de mayo de 1970.